# Kiarov
Kiarov é um município da Eslováquia, situado no distrito de Veľký Krtíš, na região de Banská Bystrica. Tem 9 km² de área e sua população em 2018 foi estimada em 286 habitantes.

## Demografia
| Ano:        | 1994 | 2004   | 2014   | 2024    |
| ----------- | ---- | ------ | ------ | ------- |
| Broj ljudi: | 350  | 320    | 317    | 255     |
| Razlika:    |      | -8,57% | -0,93% | -19,55% |

| Ano:               | 2023 | 2024   |
| ------------------ | ---- | ------ |
| Número de pessoas: | 257  | 255    |
| Diferença:         |      | -0,77% |